# Gnaeus Domitius Corbulo

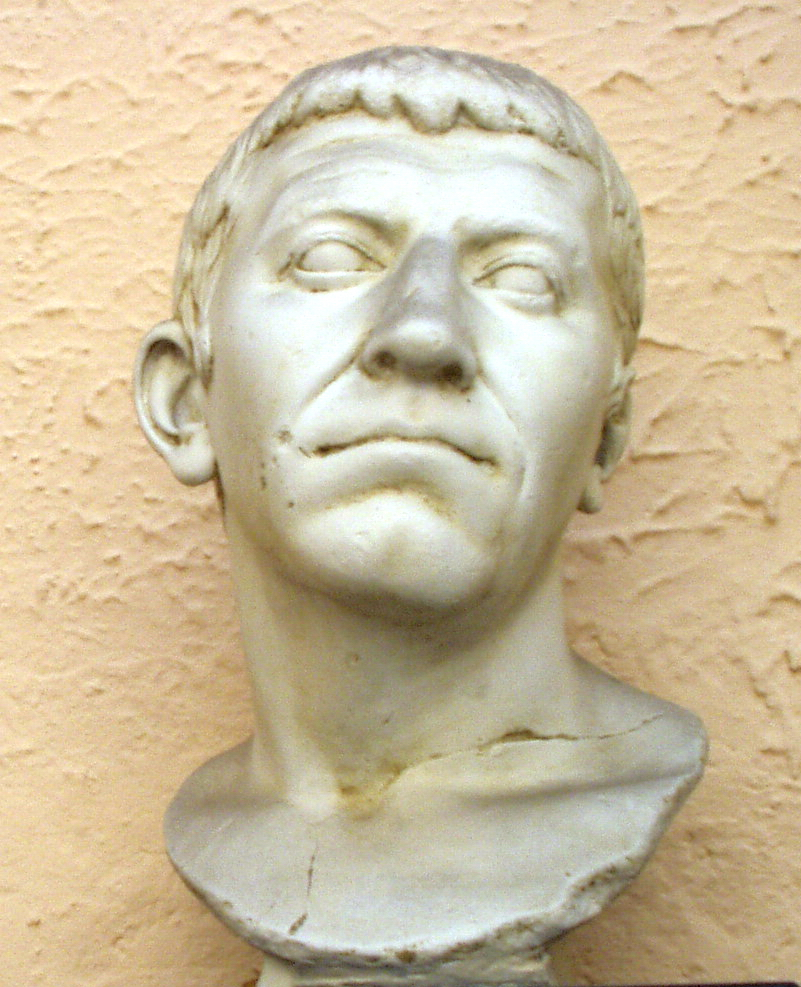
Porträt eines unbekannten Römers, sog. Gnaeus Domitius Corbulo

Gnaeus Domitius Corbulo (* um 7; † 67) war ein römischer Politiker und Senator; er gilt als bedeutendster Feldherr seiner Zeit. So war er leitender Befehlshaber beim Römisch-Parthischen Krieg von 58 bis 63.

## Leben
Corbulo wurde in Italien in eine senatorische Familie geboren. Sein gleichnamiger Vater hatte das Suffektkonsulat erreicht, seine Mutter entstammte der gens Vistilia. Kaiser Caligula war mit seiner Halbschwester Milonia Caesonia verheiratet. Corbulos frühe Laufbahn ist nicht bekannt; er tritt erstmals im Jahr 39 auf, als er Suffektkonsul war. Nach Caligulas Ermordung (41) geriet seine Karriere ins Stocken, bis Kaiser Claudius ihn im Jahr 47 zum Armeebefehlshaber (legatus Augusti) im Militärbezirk Germania inferior mit Standort im heutigen Köln machte. Die neue Aufgabe war schwierig, Corbulo hatte sich mit größeren Rebellionen und Gewaltausbrüchen der germanischen Stämme der Cherusker und Chauken auseinanderzusetzen. Tacitus berichtet, Corbulo habe nach erfolgreichen Kämpfen die römische Grenze weiter in germanisches Gebiet vorschieben wollen, habe aber auf kaiserlichen Befehl hin widerwillig hiervon Abstand nehmen müssen. Während seines Aufenthalts in Germanien befahl der General den Bau eines Kanals zwischen den Flüssen Rhein und Maas, eine Ingenieursleistung, die heute noch sichtbar ist: Der Kanal verläuft zwischen den Städten Voorburg und Leiden in der niederländischen Provinz Südholland, hieß Fossa Corbulonis („Kanal des Corbulo“) und ist heute auch als Vliet bekannt.
Corbulo kehrte nach Rom zurück, bis er im Jahr 52 zum Statthalter der Provinz Asia ernannt wurde; dieses prestigeträchtige Amt war wohl ein Zeichen für die hohe Gunst, in der Corbulo beim Kaiser stand. Nach Claudius’ Tod (54) schickte der neue Kaiser Nero ihn in die Ostprovinzen, um die armenische Frage zu klären. Nach einigem Verzug ging Corbulo im Jahr 58 mit Verstärkung aus Germanien in die Offensive und griff den aus dem parthischen Herrscherhaus (den Arsakiden) stammenden armenischen König Trdat (Tiridates) I. an. Artaxata und Tigranocerta wurden erobert, und Tigranes VI., der in Rom aufgewachsen und ein gehorsamer Diener der Regierung war, als König von Armenien eingesetzt.
Im Jahr 61 fiel Tigranes in die Adiabene, eine Region Parthiens, ein. Ein Konflikt zwischen Rom und den Parthern schien daher unausweichlich, es kam zum Partherkrieg. Der Partherkönig Vologaeses I. fand jedoch eine friedliche Übereinkunft sinnvoller. Es wurde eine Entmilitarisierung Armeniens beschlossen, die Absetzung Tigranes’ und die Wiedereinsetzung Trdats. Der römische Senat lehnte diese Vereinbarung jedoch ab, und Lucius Iunius Caesennius Paetus, Statthalter in Kappadokien, wurde beauftragt, Armenien unter römische Kontrolle zu bringen.
In der Zwischenzeit nahm der Schutz Syriens Corbulos ganze Aufmerksamkeit in Anspruch. Paetus, ein offenbar unfähiger Mann, erlitt im Jahr 62 eine schwere Niederlage bei Rhandea, wo er von parthischen Truppen eingekesselt und zur Kapitulation sowie zur Räumung Armeniens gezwungen wurde. Das Kommando wurde daraufhin erneut Corbulo anvertraut. Im Jahr 63 überschritt er mit einer starken Armee den Euphrat; Trdat verweigerte jedoch die Schlacht und schloss Frieden. Damit endete der Konflikt ohne Sieger; die Armenienfrage klärte man dahingehend, dass künftig die Parther weiter den armenischen König bestimmen, die Römer diesen aber offiziell in sein Amt einsetzen sollten. Damit hatte Rom das Gesicht gewahrt, und Trdat agierte entsprechend: In Rhandea legte er seine Krone einer Statue des Kaisers zu Füßen und versprach, sie erst wieder aus der Hand Neros in Rom anzunehmen, was dann im Jahr 66 auch geschah.
Im Jahr 67 brachen in Judäa Unruhen aus. Nero übergab –  besorgt wegen Corbulos großer Beliebtheit beim Heer, die diesen zur Bedrohung für den Kaiser machte – dem wenig bekannten Vespasian den Oberbefehl über die römischen Kräfte und beorderte Corbulo nach Griechenland. Bei seiner Ankunft in Kenchreae, dem Hafen Korinths, erhielt er durch Boten des Kaisers den Befehl, Selbstmord zu begehen, dem er nachkam, um das Vermögen seiner Familie zu retten. Ob er zuvor tatsächlich an einer Verschwörung gegen Nero beteiligt gewesen war, ist unklar.
Corbulo schrieb einen Bericht über die Erfahrungen, die er in Asien gemacht hatte, der jedoch verloren ging.
Corbulo war verheiratet mit Cassia Longina und der Vater von Domitia Longina, der Ehefrau des späteren Kaisers Domitian.

## Trivia
- Der 2012 erschienene Film Halo 4: Forward Unto Dawn zur Videospielserie Halo spielt in der fiktiven Corbulo Akademie, die nach dem römischen Feldherrn benannt wurde. Leitspruch der Akademie ist dabei der Ausspruch "Axios", welcher Corbulo zugeschrieben wird.